# Данијел Рахими
Данијел Рахими (швед. Daniel Rahimi; рођен 28. априла 1987. у Умеи, Шведска) професионални је шведски хокејаш на леду иранског порекла који игра на позицији одбрамбени играч. 
Тренутно наступа за шведску екипу ХК Линћепинг у елитној СХЛ лиги.
Са сениорском репрезентацијом Шведске освојио је бронзану медаљу на Светском првенству 2014. у Минску. 

## Клупска каријера
Рахими је играчку каријеру започео у јуниорском саставу екипе Бјерклевена, тиму за који је одиграо и прве утакмице у сениорској конкуренцији у сезони 2005/06. Године 2006. учествује на НХЛ драфту где га је као 82. пика у трећој рунди одабрала екипа Ванкувер Канакса. 
Потом одлази у Канаду и сезону 2007/08. започиње у дресу канадског АХЛ лигаша Манитоба муса за који је играо током две сезоне.
По окончању уговора са тимом из Манитобе враћа се у Шведску где потписује једногодишњи уговор са, у то време елитним лигашем Реглом и уједно била је то његова прва сезона у најјачој хокејашкој лиги Шведске. Током сезоне на 55 одиграних утакмица постигао је један погодак и 7 асистенција, а како је његов тим испао из лиге, раскинуо је уговор и потписао на две године та ХВ71.
Од сезоне 2012/13. наступа за екипу Линћепинга у СХЛ лиги.

## Репрезентативна каријера
За репрезентацију је дебитовао на светском првенству за играче до 18 година 2006. године, да би наредне године играо и на светском првенству у Шведској у истој старосној групи. 
Био је део националног тима који је на СП 2014. у Минску освојио бронзану медаљу. На том турниру Класен је одиграо свих 10 утакмица и остварио статистички учинак од 9 поена, односно 2 гола и 7 асистенција.